# Pedro Varela Geiss

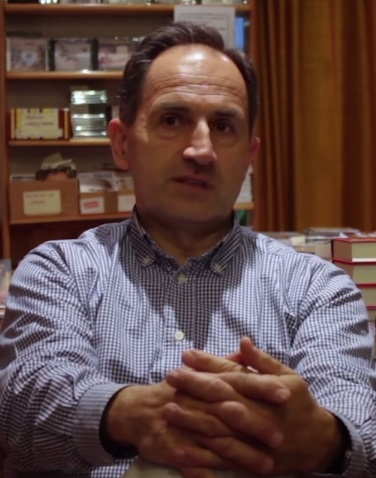
Pedro Varela Geiss (2014)

Pedro Varela Geiss (* 9. Oktober 1957 in Barcelona) ist ein spanischer Schriftsteller, Verleger und Holocaustleugner. Er war Besitzer einer Buchhandlung in Barcelona und bezeichnet sich selbst als „Nationalsozialist“. Varela war auch Präsident der 1993 aufgelösten rechtsextremen Organisation CEDADE, der auch Léon Degrelle angehörte.

## Leben
Geboren am 9. Oktober 1957 in Barcelona, wurde Varela 1978 mit 21 Jahren Präsident der Organisation CEDADE und begann Artikel zu veröffentlichen, in denen er den Holocaust in Zweifel zog. Im Jahr 1992 verbrachte er in Österreich drei Monate in Untersuchungshaft, weil er eine Lobrede auf Adolf Hitler gehalten hatte und die österreichische Staatsanwaltschaft einen Verstoß gegen das Verbot der Wiederbetätigung vermutete. Im Januar 1993 gab Varela seinen Rücktritt von der Leitung der CEDADE bekannt. Nach der Auflösung dieser Gruppe gründete er 1994 die Europa-Buchhandlung in Barcelona, wo er auch nationalsozialistische Literatur verkaufte.
Im Jahr 1998 wurde ein Gerichtsverfahren gegen Varela eingeleitet, in dessen Folge er wegen der „Entschuldigung eines Völkermords“ zu fünf Jahren Gefängnis verurteilt wurde. Im Jahr 2010 wurde er erneut zu zwei Jahren und neun Monaten Gefängnis wegen „der Verbreitung völkermörderischer Ideen“ und „des Angriffs auf die in der Verfassung garantierten Grundrechte und öffentlichen Freiheiten.“ Varelas Haftantritt begann am 12. Dezember 2010 und endete mit seiner Freilassung am 8. März 2012.
In den letzten Jahren sprach er sich für die Identitäre Bewegung aus, propagierte einen Dritten Weg von rechts und berief sich dabei mehrfach auf den russischen Neobolschewisten Alexander Geljewitsch Dugin.
Am 13. September 2024 wurde Varela erneut von einem Gericht in Barcelona zu einer eineinhalbjährigen Haftstrafe verurteilt.
Varela ist katholisch und hat eine Tochter. Er lebt als Abstinenzler und Vegetarier.

## Veröffentlichungen
- Ética Revolucionaria. Asociación Cultural Ojeda, 2000, ISBN 978-84-931390-4-9
- Cartas desde prisión: Pensamientos y reflexiones en la celda de un disidente. Ediciones Seneca, 2014, ISBN 978-84-7633-020-3

## Bibliografie
- Stephen E.: Holocaust Denial as an International Movement. ISBN 978-0-313-34538-8